# Holcocera funebra
Holcocera funebra is een vlinder uit de familie van de spaandermotten (Blastobasidae). De wetenschappelijke naam van de soort is voor het eerst geldig gepubliceerd in 1910 door Dietz.